# Irina Kostiuczenkowa
Irina Anatoljewna Kostiuczenkowa (ros. Ирина Анатольевна Костюченкова; ur. 11 maja 1961 w Czelabińsku, zm. 31 marca 2023 w Ałuszcie) – lekkoatletka specjalizująca się w rzucie oszczepem, która początkowo reprezentowała Związek Radziecki, a następnie Ukrainę.
Dwa razy uczestniczyła w igrzyskach olimpijskich: Seul 1988 oraz Barcelona 1992. W 1987 zwyciężyła w uniwersjadzie. Uczestniczka mistrzostw świata (1987]) oraz mistrzostw Europy (1986). Rekord życiowy: 67,00 (26 września 1988, Seul).

## Osiągnięcia
| Rok  | Impreza                | Miejsce             | Lokata            | Wynik |
| ---- | ---------------------- | ------------------- | ----------------- | ----- |
| 1986 | Mistrzostwa Europy     | Stuttgart           | 8. miejsce        | 61,40 |
| 1987 | Mistrzostwa świata     | Rzym                | 12. miejsce       | 60,60 |
| 1987 | Uniwersjada            | Zagrzeb             | 1. miejsce        | 66,72 |
| 1988 | Igrzyska olimpijskie   | Seul                | 4. miejsce        | 67,00 |
| 1991 | Finał A pucharu Europy | Frankfurt nad Menem | 2. miejsce        | 64,56 |
| 1992 | Igrzyska olimpijskie   | Barcelona           | el. - 20. miejsce | 57,96 |